# 123RF
123RF (qui fait partie du groupe Inmagine)  est une agence de photographie et une banque d'image fondée en 2005 qui fournit des images et des photographies stock libres de droits. Au cours des dernières années, 123RF a élargi son portfolio pour servir le marché en pleine croissance de l'industrie du contenu Web.
. En plus des 170 millions d'images disponibles dans sa bibliothèque, la société possède également une vaste collection de graphiques vectoriels, icônes, polices, vidéos et de fichiers audio. La commercialisation est principalement réalisée par environ 350 employés dans 40 bureaux à travers le monde.

## Histoire
En 2000, le fondateur, Andy Sitt, venait de quitter son emploi dans une entreprise britannique qui vendait des images de stock sur CD tout en montrant aux clients des catalogues imprimés. Andy a lancé son entreprise de commerce électronique en créant Inmagine, qui vendait des tirages photo grand format haut de gamme. Avec Stephanie Sitt en tant que cofondatrice et PDG actuelle, Inmagine Group est l'une des rares entreprises technologiques à avoir démarré à l'échelle mondiale à partir d'Asie.
Inmagine a également produit du contenu exclusif qui a nécessité des photographes internes, graphistes, maquilleurs et une équipe de vente pour répondre à la demande. En 2005, Inmagine a créé 123RF, qui propose des images, des vidéos et des clips audio libres de droits, à partir de 1 $ US à 3 $ US chacun. Contrairement au modèle commercial précédent, 123RF permet aux photographes du monde entier de vendre leur travail sur la plateforme sur un modèle libre de droits.
Par la suite, Inmagine Group s'est développé en créant de nouvelles entreprises telles que Stockunlimited.com, Designs.ai et a également acquis TheHungryJPEG.com, Craftbundles.com, Pixlr.com, Vectr.com et Storyandheart.com.
En mars 2020, 123RF est victime d'une fuite de données concernant plus de 8,5 millions d'utilisateurs incluant alors leur adresse mail, adresse IP, adresse, numéro de téléphone, nom ainsi que les identifiants utilisés pour PayPal et Facebook. 123RF a réagi en annonçant avoir notifié les autorités et alerté ses utilisateurs,.

## Acquisitions
En mars 2017, 123RF a acquis TheHungryJPEG, un marketplace de polices et de graphiques enregistré au Royaume-Uni et sa société sœur Craftbundles pour un montant non divulgué,.
En avril 2017, 123RF a acquis Pixlr, un éditeur d'images en ligne basé sur le web d'Autodesk pour un montant non divulgué.
En novembre 2017, 123RF a acquis Vectr, un éditeur de vecteurs web et Story & Heart, une plateforme d'éducation vidéo.